# Suqovuşan (Sabirabad)
Suqovuşan è un comune dell'Azerbaigian situato nel distretto di Sabirabad. Conta una popolazione di 2 133 abitanti.